# Akte (Fernsehsendung)
akte. ist eine Fernsehsendung des deutschen Privatsenders Sat.1.

## Inhalt
In der bis Ende 2016 von Ulrich Meyer moderierten Sendung werden kuriose, empörende und schicksalhafte Fälle aus Gesellschaft und Wirtschaft kritisch behandelt. Dabei deckte die Redaktion mehrfach Gesetzeswidrigkeiten auf und unterstützt so die Polizei bei der Verhinderung von Straftaten bzw. der Verfolgung von Straftätern. So gab die Redaktion des seit 1995 ausgestrahlten Magazins Anfang 2007 einen Hinweis, der zur Ergreifung hunderter Besitzer von Kinderpornografie führte.

### Namensgebung
Die Sendung hatte bis 2008 den Untertitel Reporter decken auf. Bis 2009 stand nach dem Wort akte. die letzten zwei Ziffern des aktuellen Kalenderjahres. Bis 2008 war oftmals auch der Zusatz der Kalenderwoche üblich, z. B. akte. 08/48. Ab 2010 stand das vierstellige, aktuelle Kalenderjahr. Dabei wurde nach den ersten zwei Ziffern ein Punkt eingesetzt. Von 2008 bis 2017 hatte die Sendung den Untertitel „Reporter kämpfen für Sie!“, seitdem wird auf einen Untertitel komplett verzichtet. Seit 2019 wird zudem auf das Kalenderjahr verzichtet. Stattdessen wurde ein Punkt an den Titel addiert.

### Moderation
Die Sendung wurde von 1995 bis 2016 von Ulrich Meyer moderiert. Am 14. September 2010 moderierte er das erste Mal eine Ausgabe aus familiären Gründen nicht. Am 15. und 22. September 2015 wurde Meyer von Claus Strunz vertreten, welcher ab 10. Januar 2017 dauerhaft die Moderation übernahm. Claus Strunz wurde 2019 durch Claudia von Brauchitsch ersetzt. Nachdem von Brauchitsch Anfang 2023 zu den Sat.1 Nachrichten wechselte, übernahm Matthias Killing, der bereits seit 2018 als Vertretung fungiert hatte, die Rolle des Hauptmoderators.

## Sendeplatz
Von Januar bis März 1995 wurde das Magazin jeden Mittwoch um ca. 22:15 Uhr ausgestrahlt und von März 1995 bis 1997 montags um ca. 22:15 Uhr. Seit 1997 wird das Magazin jeden Dienstag um ca. 22:15 Uhr ausgestrahlt, jedoch ab dem 13. Januar 2005 bis Oktober 2006 wurde der Sendeplatz auf den Donnerstag um ca. 22:15 Uhr verschoben. Ab dem 24. Oktober 2006 lief die Sendung wieder dienstags um ca. 22:15 Uhr auf Sat.1.
Am 10. Juli 2007 wurde die 600. Episode ausgestrahlt. Von Jahresanfang bis Ende August 2019 gab es keine regulären Ausgaben. Sat.1 kündigte an, das Magazin künftig selbst produzieren zu wollen. Die Redaktion in Berlin wurde aufgelöst und eine neue in München aufgebaut. Der neue Sendeplatz war ab dem 26. August der Montagabend nach dem Spielfilm. Die genaue Uhrzeit war vom Vorprogramm abhängig. Am 11. Mai 2021 kehrte die Sendung wieder auf den früheren Sendeplatz dienstags gegen 22:15 Uhr zurück.

## Ableger

### akte. Spezial / akte. SPEZIAL
akte. Spezial bzw. akte. SPEZIAL ist eine Extra-Fernsehsendung zur Muttersendung. Sie wurde erstmals 2011 produziert und vom 8. März bis zum 8. Juni 2011 auf Sat.1 ausgestrahlt. Moderator ist Ulrich Meyer. Das Magazin wurde 2011 dienstags um ca. 23:20 Uhr ausgestrahlt und somit nach der Muttersendung ausgestrahlt.
Darüber hinaus werden aktuell weitere Spezialsendungen, teilweise auch im Hauptabendprogramm um 20:15 Uhr, ausgestrahlt.

### akte. Schicksal / SchicksalsAKTE
akte. Schicksal war eine Fernsehsendung des deutschen Privatsenders Sat.1. Moderator war Ulrich Meyer. Die 20 Folgen wurden montags um 23:15 Uhr ausgestrahlt. Unter dem Titel SchicksalsAKTE wurden diese Folgen mit veränderter Reihenfolge ab 2013 mittwochs um 20:15 Uhr auf Sat.1 Gold wiederholt. Akte. Schicksal bzw. SchicksalsAKTE war der erste Ableger von akte.

### ErmittlungsAKTE – Dem Verbrechen auf der Spur
ErmittlungsAKTE – Dem Verbrechen auf der Spur war eine Fernsehsendung des deutschen Privatsenders Sat.1. Sie wurde seit 2010 produziert und vom 25. April 2010 bis zum 22. Juni 2011 ausgestrahlt. Moderator war Ulrich Meyer. Die erste Staffel wurde sonntags um 22:15 Uhr ausgestrahlt und die zweite Staffel wurde mittwochs um 22:15 Uhr ausgestrahlt. ErmittlungsAKTE – Dem Verbrechen auf der Spur war der zweite Ableger von akte.
Vom 12. Februar bis zum 5. März 2013 wurden vier Spezialfolgen dienstags um ungefähr 23:20 Uhr auf Sat.1 ausgestrahlt.

### akte. Thema – Wissen was zu tun ist
akte. Thema – Wissen was zu tun ist war eine Fernsehsendung, die vom 5. Oktober 2011 bis zum 20. Januar 2012 auf Sat.1 ausgestrahlt wurde. Sie wurde in den Jahren 2011 und 2012 produziert und Moderator war Ulrich Meyer. Die erste Staffel wurde mittwochs um 22.15 Uhr ausgestrahlt und die zwei Folgen der zweiten Staffel wurden donnerstags um 22:15 Uhr ausgestrahlt. akte Thema – Wissen was zu tun ist war somit der dritte Ableger von akte.

### GesundheitsAKTE
Der vierte Ableger der Muttersendung wurde ab 2013 zusammen mit der SchicksalsAKTE bei Sat.1 Gold ausgestrahlt.

### akte. Ärztepfusch
akte. Ärztepfusch war der fünfte Ableger von akte. und wurde am 29. Januar und 5. Februar 2013 auf Sat.1 ausgestrahlt. In der Sendung recherchierten und beantworteten Reporter zusammen mit dem Fachanwalt für Medizinrecht Boris Meineckeden Zuschauerfragen. Moderator war Ulrich Meyer. Die zwei Folgen wurden dienstags um 23:20 Uhr ausgestrahlt, und somit nach akte. 20.13, der Muttersendung.

### ServiceAKTE
Am 26. Juni 2013 die Ausstrahlung des sechsten Ableger der Muttersendung ServiceAKTE bei Sat.1 Gold bekannt. Ulrich Meyer präsentierte bis 19. Oktober 2017 „aktuelle Themen, spannende Reportagen und hilfreiche Alltagstests“.

### 20 Jahre akte.: Das große Spezial mit Joko und Klaas
Am Dienstag, den 6. Januar 2015 wurde zum 20-jährigen Jubiläum eine Jubiläumssendung unter dem Titel 20 Jahre akte.: Das große Spezial mit Joko und Klaas auf Sat.1 ausgestrahlt.
Joko Winterscheidt und Klaas Heufer-Umlauf interviewten den langjährigen „akte.“-Moderator Ulrich Meyer. Des Weiteren blickten sie gemeinsam auf die 20-jährige Geschichte des Formats zurück.

### Promi Big Brother
In der siebten Staffel (August 2019) von Promi Big Brother wurde eine Ausgabe von „akte.“ gesendet. Das Thema handelte hinter den Kulissen von Promi Big Brother, genauer was vor und nach der Sendung geschah, u. a. wurde das Aufeinandertreffen der Angehörigen der Kandidaten Janine Pink und Tobias Wegener begleitet. Der Rauswurf von Zlatko Trpkovski aus der Sendung wurde ebenfalls begleitet.

## Rezeption

### Kontroversen
Der Sendung gelangen zwar bedeutsame Ermittlungen, die auf hohes öffentliches Interesse stießen und teilweise auch außerhalb der Sendung Schlagzeilen machten. Kritiker werfen der Sendung allerdings vor, dass auch Themen von geringer Relevanz zu langen Beiträgen aufgeblasen werden, so einen Skandalcharakter vortäuschen und Aufmerksamkeit erzeugen sollen.
Im Jahre 2014 stand ein Teil der Redaktion wegen des Formats Lange Undercover unter Kritik. Beim Sender Sat.1 gingen mehrere anonyme Hinweise ein, in denen Vorwürfe zu Verstößen gegen die journalistischen Sorgfaltspflichten erhoben wurden. Einiges von dem, was in dem investigativen Format Lange Undercover als „echt“ beschrieben wurde, sei eine „Fälschung“ gewesen bzw. wurde nachgespielt.
Eine interne Untersuchung des Senders Sat.1 zu den Vorwürfen ergab jedoch, dass in einer Folge des Formats lediglich eine Moderation, ein sog. Aufsager, nachgedreht wurde.
Alle weiteren, teilweise schweren Vorwürfe konnten widerlegt werden.
Des Weiteren war Daniel Lange, der Moderator des Formates Lange Undercover, seit 2004 als Reporter für Akte tätig. Im Zuge des sogenannten „Lange-Skandals“ wurden die verantwortlichen Producer sowie der damalige Geschäftsführer entlassen.
Der Moderator und Akte-Reporter Daniel Lange kündigte und verließ nach 10 Jahren die Produktionsfirma Meta productions. In mehreren Interviews äußerte er sich zu den Ereignissen und kritisierte seine ehemaligen Arbeitgeber und die Produktionsbedingungen von Lange Undercover.
Im Jahr 2020 steht die Sendung wegen eines fragwürdigen Beitrags in der Kritik. Im Leipziger Stadtteil Connewitz kam es an Silvester 2019 zu Auseinandersetzungen zwischen Polizei und Anwohnern. Die Polizei behauptete, ein Kollege sei dabei lebensgefährlich verletzt worden. Das stellte sich jedoch nur wenige Tage später als Falschmeldung heraus. Die Pressearbeit und die Einsatztaktik der Polizei wurden später in diversen Medien kritisch betrachtet. Im März 2020 zeigte Akte, wie zwei Reporterinnen als Polizisten verkleidet, sich in das angebliche Problemviertel wagten. Die Reporterinnen sollen mehrmals versucht haben, Passanten offensiv ein Gespräch aufzuzwingen. Daraufhin kam es dann zu verbalen Anfeindungen. Die Leipziger Staatsanwaltschaft prüft den Beitrag momentan. Es geht um den Verdacht des Missbrauchs von Titeln, Berufsbezeichnungen und Abzeichen. Auch mutmaßliche Amtsanmaßung steht im Raum. Von Sat.1 gibt es zu dem Vorfall noch keine Reaktion.

### Einschaltquoten
Im Durchschnitt sahen im Zeitraum vom 8. Januar bis zum 22. Juli 2008 2,04 Millionen Zuschauer das Magazin auf Sat.1 und man erzielte beim Gesamtpublikum 10,2 Prozent Marktanteil. In der Zielgruppe sahen im Durchschnitt 0,97 Millionen Zuschauer zu, was ein Marktanteil von 10,7 Prozent entsprach.
Im Durchschnitt sahen im Zeitraum vom 5. August 2008 bis zum 13. Oktober 2009 2,04 Millionen Zuschauer das Magazin auf Sat.1 und man erzielte beim Gesamtpublikum 10,9 Prozent Marktanteil. In der Zielgruppe sahen im Durchschnitt 0,98 Millionen Zuschauer zu, was ein Marktanteil von 11,6 Prozent entsprach.
Im Jahr 2009 kam die Sendung auf durchschnittlich 11,7 Prozent Marktanteil in der Zielgruppe und im Jahr 2010 12 Prozent. Im Jahresdurchschnitt für 2011 kam die Sendung auf 11,1 Prozent in der Zielgruppe. Im Jahr 2013 lagen 30 der insgesamt 46 Ausgaben in der Zielgruppe unter der 10-Prozent-Marke.
Im Durchschnitt sahen im Jahr 2011 mehr als 1,8 Millionen Menschen die Sendung, im darauffolgenden Jahr 1,7 Millionen und im Jahr 2013 1,43 Millionen. Im Jahr 2014 kam das Magazin im Durchschnitt auf 1,42 Millionen Zuschauer.
Im Jahr 2015 betrug die Einschaltquote maximal 10,5 Prozent.